# Alzaga
Alzaga (oficialmente en euskera: Altzaga) es un pequeño municipio rural de la provincia de Guipúzcoa (País Vasco) (España). Cuenta con una extensión de 2,52 km²; y una población de 157 habitantes (2008). Se sitúa en la parte centro-sur de Guipúzcoa dentro de la comarca del Goyerri.
El municipio limita al norte con Legorreta, al este con Baliarráin y Gaínza, al sur con Zaldivia y al oeste con Isasondo y Arama.
La capital de la comarca, Beasáin, está a 6,5 km en dirección oeste. La capital provincial, San Sebastián se sitúa a 41 km. El pueblo más cercano es Arama que está a solo 1,6 km de distancia. A Alzaga se llega tras tomar la salida de Arama y Ordizia en la A-1 (antigua N-1) y tras recorrer unos pocos cientos de metros por la GI-2131, tomar la carretera GI-3871 que asciende hasta el pueblo tras atravesar Arama.

## Toponimia
Alzaga significa etimológicamente lugar del aliso. El topónimo proviene de la palabra haltz(a) (aliso en euskera) y el sufijo -aga, que indica lugar. En el escudo de la villa aparece dicho árbol.
Antiguamente el nombre del pueblo se escribía como Alçaga (con cedilla), pero la desaparición de esta letra del alfabeto castellano propició que él topónimo se transformara en Alzaga hace ya varios siglos. Esta última forma se suele considerar como el topónimo tradicional de la localidad en castellano y llegó como nombre oficial del municipio hasta 1966, cuando Alzaga fue anexionado por el vecino Isasondo.
Al hablar en euskera, sin embargo, se mantuvo invariable la antigua pronunciación del topónimo (con el sonido de la cedilla y acorde al origen etimológico del nombre del municipio). De acuerdo a las normas ortográficas modernas del euskera el nombre del pueblo se escriba como Altzaga.
En 1992 cuando Alzaga recuperó su independencia como municipio tras más de 25 años unida a la vecina Isasondo, adoptó en su denominación oficial la forma vasca del nombre. Desde entonces Altzaga es la denominación oficial del municipio.
El gentilicio de sus habitantes es alzagatarra (altzagatarra en euskera). En euskera a los alzagatarras se les apoda zakurrak (perros)

## Demografía
| Gráfica de evolución demográfica de Alzaga entre 1842 y 1960 |
| |
| Población de derecho según los censos de población del INE Población de hecho según los censos de población del INEEntre el censo de 1970 y el anterior, este municipio desaparece porque se integra en el municipio Isasondo |

## Economía
Alzaga es uno de los típicos núcleos rurales que abundan en las comarcas de Tolosaldea y Goyerri.
La evolución de su población a lo largo del siglo XX ha sido la siguiente. Comenzó el siglo con 181 habitantes y su población fue aumentando hasta alcanzar un máximo de 265 habitantes en la década de 1960. Luego se produjo una crisis en los modos de vida rurales y una emigración de la población más joven a las poblaciones vecinas. Cuando el municipio recuperó su autonomía en 1992 tenía menos de 100 habitantes. En la última década la población ha aumentado más de un 50 % gracias a la política de vivienda del ayuntamiento, que ha permitido la construcción de viviendas en el municipio al margen de los tradicionales caseríos (barrio de Urruti Zelai).
La gran mayoría de los habitantes que trabajan dentro de la misma localidad lo hacen en el sector primario. Exceptuando el barrio de Urruti Zelai, la mayoría de las viviendas son caseríos que poseen su correspondiente terreno agrícola asociado. Sin embargo los trabajadores agrícolas representan una parte minoritaria de la población activa. El resto de la población se desplaza a las localidades vecinas a trabajar en los centros industriales y urbanos. La generalización del vehículo privado y las pequeñas distancias facilitan que los habitantes de Alzaga hagan vida y acudan al comercio en Ordicia o Beasáin.
La práctica totalidad de la población conoce el euskera, que es el idioma de uso más habitual en las relaciones vecinales y familiares.

## Historia
Alzaga aparece mencionada por primera vez en un documento de 1399, aunque cabe suponer que la población tiene mayor antigüedad. La tradición cuenta que el núcleo original del pueblo se encontraba en el barrio de Alzagarate, en torno a la ermita de la Andra Mari de Alzagarate que habría sido por tanto la iglesia parroquial original.
El hecho de que el actual casco urbano del pueblo sea también llamado Camino Alzaga (Altzaga Bidea) refuerza esta creencia, ya que da a entender que surgió en el camino que subía al Alzaga original.
Ya en 1399 era una población que dependía de la villa de Villafranca de Oria (actual Ordizia). Esta dependencia se prolongó hasta 1615, cuando compró a la Corona el título de villa, emancipándose totalmente de Ordizia.
A partir de ese año formó con las vecinas poblaciones de Isasondo, Arama, Gaínza, Legorreta y Zaldibia la Unión del Río Oria, para costear de manera conjunta un representante en las Juntas Generales de Guipúzcoa. Esta unión se disolvió en el año 1845. Con la reforma municipal del siglo XIX, Alzaga se transformó en municipio.
Debido a su pequeñez, el municipio pasaba graves problemas financieros y por ello en 1966 solicitó agregarse al municipio de Isasondo, solicitud que le fue aceptada.
Varias décadas después solicitó independizarse de nuevo y así en enero de 1992 recuperó su autonomía municipal. Con su renovada independencia modificó también su nombre oficial que pasó a ser Altzaga, el nombre vasco de la villa.

## Administración y política

### Gobierno municipal
| Partido político                    | 2015  | 2015       | 2011  | 2011       | 2007  | 2007       | 2003  | 2003       | 1999  | 1999       | 1995  | 1995       |
| Partido político                    | %     | Concejales | %     | Concejales | %     | Concejales | %     | Concejales | %     | Concejales | %     | Concejales |
| Altzagako Artea Taldea (AAT)        | 73,75 | 5          | 91,86 | 5          | 95,06 | 5          | 97,47 | 5          | 92,06 | 1          | 95,45 | 1          |
| Egutera Altzagako2. Taldea (EA2T)   | 8,75  | 0          | —     | —          | —     | —          | —     | —          | —     | —          | —     | —          |
| Partido Popular del País Vasco (PP) | —     | —          | 2,33  | 0          | 3,07  | 0          | 0,00  | 0          | —     | —          | —     | —          |

### Organización territorial
El tradicional núcleo del municipio es el barrio de Camino Alzaga, una agrupación de caseríos en torno al ayuntamiento y a la iglesia parroquial de San Miguel a 279 metros de altitud. Este barrio concentra actualmente menos del 20% de la población. Junto a él se ha construido recientemente el barrio de Urruti Zelai, que tiene cerca del 40% de la población. El resto de la población del municipio (otro 40%) vive en barrios de caseríos diseminados por las laderas cercanas como Sarasola o Abali. Destaca el barrio de Altzagarate situado en la zona más alta del municipio (460 m), allí donde culmina la carretera que sube desde Arama pasando por el barrio de Camino Alzaga y que está formado por varios caseríos en torno a una ermita.
Los nombres de las casas y caseríos que componen el municipio son:
- Camino Alzaga: Urruti Bera, Artzabaltza, Urruti Barrena, Toki-Alai, Urruti Garaihoa, Etxe Alai, Segore, Torremendia, Erretore Etxe, Udaletxea (Ayuntamiento), Erzille, Kabi Txiki, Errezola, Etxeberri Azpi, Saletxe y Etxeberri Goikoa.
- Alzagarate: Mendoiola Barrena, Mendiolarte Baserria, Matxinea Etxea, Mendiola Goena, Iparragirre Baserria, Alzagarate Baserria y Sahatseta.
- Sarasola: Sarasola Txiki, Sarasola Aundi y Sarasola Goikoa.
- Abali: Abali Goena, Abali Erdikoa, Abali Erdi Berri, Abali Barrena y Txouri.

El barrio de Urruti Zelai es de viviendas recientemente construidas y las casas no tienen nombres propios.

## Cultura

### Patrimonio
Es un municipio pequeño que no cuenta con gran patrimonio. Lo más destacable son la iglesia de San Miguel Arcángel y la ermita de la Andra Mari de Alzagarate, que cuenta con una talla románica de la Virgen.
Como en otras localidades rurales de Guipúzcoa lo más destacado es el paisaje y la arquitectura tradicional de caseríos. Desde el barrio de Alzagarate hay estupendas vistas de la comarca del Goyerri.

### Fiestas y tradiciones
- Las fiestas patronales se celebran el 29 de septiembre por San Miguel. Suele haber verbenas, trikitilaris y actuaciones de bertsolaris.

## Personas destacadas
- Juan Domingo Goitia (siglo XIX): labrador que escribió un tratado sobre agricultura en lengua vasca, que fue publicado en 1886.[7]
- Antton Ibarguren (1949-1989): abogado y político. Diputado del Congreso por Herri Batasuna (1980-82).